# Soundmonitor
Soundmonitor ist eine Software für den Heimcomputer Commodore 64, die in den 1980er Jahren sehr beliebt war. Das Programm wurde im Jahr 1986 vom Computer-Musiker Chris Hülsbeck im Rahmen eines Musik-Wettbewerbes der Computer-Zeitschrift 64’er programmiert. Es wurde in der 64’er 10/1986 als Listing des Monats veröffentlicht.
Mit dieser Software war es möglich, die Soundmöglichkeiten des im Commodore 64 integrierten Soundchips MOS Technology SID (auch unter „6581“ oder einfach nur „SID“ bekannt) weitestgehend auszunutzen, was mit den „Bordmitteln“ des C64 nur schwer zu realisieren war.
Mit Soundmonitor erstellte Musikstücke können beim Abspeichern mit einer eigenständigen Abspielroutine, dem sogenannten MusicMaster versehen werden. Somit ist es möglich, ein Musikstück außerhalb des Soundmonitors parallel zu einem anderen Programm abzuspielen. Genaugenommen programmierte Chris Hülsbeck die MusicMaster-Routine schon vor dem Soundmonitor. So nahm er an dem oben genannten Musikwettbewerb teil und landete mit seinem Musikstück Shades prompt auf dem ersten Platz. Daraufhin entschloss er sich angesichts der Möglichkeiten dieser Abspielroutine, um sie herum noch einen Editor zu programmieren, den Soundmonitor. MusicMaster ist also auch ein fester Bestandteil des Soundmonitors.
Da der Soundchip des C64 nur 3 physikalische Stimmen zeitgleich ermöglicht, implementierte Chris Hülsbeck im Soundmonitor eine besondere Technik, die sogenannten Arpeggios. Mit dieser Technik können sehr schnell aufeinanderfolgende Tonfolgen bei Verwendung nur eines Stimmen-Kanals festgelegt und somit Akkorde simuliert werden. Die Töne werden meistens im Rhythmus der Musik rotiert. Solche Arpeggios sind in C64-Spielen sehr oft zu hören.
Mit dem Soundmonitor lassen sich Musikstücke sowohl editieren, als auch simultan einspielen / aufnehmen. So kann man bereits erstellte Tonspuren abspielen lassen und zeitgleich eine weitere auf der Tastatur einspielen.
Chris Hülsbeck beschäftigte sich nach dem Soundmonitor noch etwas länger mit dem C64 und schaffte es, durch den geschickten Einsatz kleiner Sound-Samples akustisch mehr als die drei eigentlich nur möglichen Stimmen auf dem C64 abzuspielen. Sound-Samples sind Digitalaufnahmen von aufgenommenen Geräuschen. So wurde es möglich, beispielsweise ein richtiges Schlagzeug in einem Musikstück zu integrieren. In einem Sample können natürlich mehrere Instrumente gleichzeitig erklingen. Da der Hauptspeicher des C64 nach heutigen Maßstäben sehr begrenzt ist, muss mit solchen Sound-Samples allerdings sehr sparsam umgegangen werden – besonders wenn sie auch noch in einem Spiel integriert sein sollen. Als Paradebeispiel sei hier das C64-Spiel To Be On Top aus dem Jahr 1987 genannt, das im Soundbereich auf dem C64 neue Maßstäbe setzte. Chris Hülsbeck zeichnete hier für den Sound und einen Teil der Programmierung verantwortlich.
Die Verwendung von Sound-Samples ist mit dem Soundmonitor nicht möglich, allerdings wurden von Fans auf der Grundlage des Soundmonitor viele weitere Musikprogramme geschrieben, die mit dieser Eigenschaft aufwarten können. Genannt sei hier vor allem die Rockmonitor-Serie.
Der Soundmonitor bildet gewissermaßen den Ursprung der später auf dem Amiga und PC sehr populären Tracker-Software.
Einige Musiker benutzen den Soundmonitor auch heute noch, z. B. die Band Welle: Erdball.